# Хайнс, Джим
Джим Хайнс (англ. James Ray Hines; 10 сентября 1946, Дюма, Арканзас — 3 июня 2023, Хейвард, Калифорния) — американский легкоатлет, двукратный чемпион Олимпийских игр 1968 года в Мехико. Первый человек, пробежавший стометровку быстрее 10 секунд.

## Легкоатлетическая карьера
Джим Хайнс родился в городе Думас (штат Арканзас), рос в Окленде (штат Калифорния), в 1964 году окончил среднюю школу «Макклеймондс». В юные годы играл в бейсбол, затем был отмечен тренерами как талантливый спринтер. В 1968 году на чемпионате США в Сакраменто Хайнс впервые в мире пробежал стометровку быстрее 10 секунд, показав результат 9,9 с. по ручному секундомеру (время, измеренное автоматическим секундомером, составило 10,03 с.). В тот же день результат 9,9 с. показали ещё два спортсмена — занявший второе место в забеге Ронни Рей Смит (электронное время 10,13 с.) и Чарлз Грин, победивший в другом полуфинале (электронное время 10,09 с.). В том же году Хайнс поступил в Университет Южного Техаса и стал членом легкоатлетической команды «Тигры Университета Южного Техаса».
Вопрос об участии Хайнса в Олимпиаде 1968 года в Мехико до последнего времени оставался под вопросом, так как чернокожие американские спортсмены намеревались бойкотировать Олимпиаду в знак протеста против расовой дискриминации в США, участия в Олимпиаде спортсменов расистского режима Южной Африки и открывшихся связей председателя МОК Эвери Брендеджа с различными расистскими и антисемитскими организациями. Тем не менее, Хайнс принял участие в Олимпиаде и дошёл до финала на стометровке, где победил с новым мировым рекордом по электронному секундомеру — 9,95 с. Поскольку официальная регистрация мировых рекордов по электронному секундомеру началась только в 1975 году, этот результат был округлён до 9,9 с. и объявлен повторением мирового рекорда. Финал стометровки в Мехико стал известен также как первый в истории олимпийский финал, в котором участвовали только чернокожие спортсмены. Через несколько дней Хайнс стал соавтором другого мирового рекорда, установленного командой США в эстафете 4×100 метров, и завоевал второе золото Олимпиады.
После олимпийского успеха Хайнс в том же году был приглашён в Национальную футбольную лигу в клуб «Майами Долфинс».

## Дальнейшая судьба
В течение долгих лет Хайнс работал с подростками негритянского гетто и нефтяного терминала Хьюстона.
В 1979 году был включён в Зал славы лёгкой атлетики США.
Мировой рекорд Хайнса (9,95 с.) продержался 15 лет и был превзойдён Кэлвином Смитом, который в 1983 году пробежал стометровку за 9,93 с.
Умер 3 июня 2023 года в возрасте 76 лет.